# Best Of (Alex Britti)
Best Of è la prima raccolta del cantautore pop italiano Alex Britti, pubblicato il 1º febbraio 2011 dall'etichetta discografica Universal.
Nel gennaio precedente è stato pubblicato il singolo Immaturi, colonna sonora dell'omonimo film, di Paolo Genovese che è l'unico inedito della raccolta.

## Tracce
1. Immaturi - 2:52 (Inedito)
2. Oggi sono io - 3:49
3. 7.000 caffè - 3:35
4. Solo una volta (o tutta la vita) - 4:01
5. Gelido - 4:44
6. Una su 1.000.000 - 2:56
7. La vasca - 4:31
8. Notte di mezza estate (feat. Edoardo Bennato) - 3:33
9. Mi piaci - 4:23
10. Piove - 2:55
11. Milano [Live at MTV Unplugged] (Radio Version) - 5:21
12. Festa - 3:35
13. Buona fortuna - 5:44
14. ...solo con te - 3:36
15. Prendere o lasciare - 3:12
16. Lo zingaro felice - 3:56
17. L'attimo per sempre - 3:32
18. La vita sognata - 3:03
19. Quanto ti amo - 3:49
20. Fortuna che non era niente - 4:32

## Classifiche
| Classifica | Posizione raggiunta |
| ---------- | ------------------- |
| Italia     | 20                  |